# Медведев, Николай Андреевич
Никола́й Андре́евич Медве́дев (6 апреля 1924, Ярославская губерния, РСФСР, СССР — 17 августа 2016, Санкт-Петербург, Российская Федерация) — советский и российский экономист, ректор Калининградского государственного университета (1975—1994).

## Биография
Старший брат члена Политбюро ЦК КПСС, члена-корреспондента РАН В. А. Медведева.
Участник Великой Отечественной войны. Добровольно вступил в Ярославскую коммунистическую дивизию. После разгрома фашистов под Москвой вместе со всеми семнадцатилетними был демобилизован, в августе 1942 года был призван в армию. Окончил артиллерийское училище в Томске в звании лейтенанта, с сентября 1943 года начал воевать на Воронежском, затем — на 1-м Украинском фронтах. В качестве командира взвода миномётной батареи стрелкового полка прошел с боями путь от Днепра до Одера. В марте 1944 года вступил в ВКП(б). За месяц до окончания войны был тяжело ранен, пролежал 8 месяцев в госпитале и инвалидом 3-й группы был уволен в запас.
В 1951 году окончил ЛГУ им. А. А. Жданова. В 1954 году защитил кандидатскую диссертацию «Воспроизводство квалифицированных кадров колхозного производства в послевоенный период».
Специалист по политэкономии. Доктор экономических наук (1973, диссертация «Закономерности экономического и социального развития сельского хозяйства в условиях научно-технической революции»), профессор (1975).
Ассистент, старший преподаватель, доцент, профессор кафедры политэкономии Ленинградского горного института (1951—1975), ректор (1975—1994), заведующий кафедрой политэкономии (1976—1981) Калининградского государственного университета.
В 1994 году вышел на пенсию и переехал в Санкт-Петербург.

## Публикации
Автор более 100 научных работ.
- Основные вопросы комплексного хозяйственного планирования на селе. — М., 1971;
- Экономико-социальное планирование на селе. — Л., 1972;
- Социально-экономические изменения в социалистическом сельском хозяйстве в условиях научно-технической революции. — Л., 1973.

## Награды и звания
Награждён орденами Красной Звезды, Отечественной войны I степени, «Знак Почёта», медали, в том числе «За отвагу». 
Удостоен звания Заслуженного деятеля науки РСФСР.